# Eagle Pro Box Lacrosse League sezon 1987
W 1987 roku sezon rozpoczął się 10 stycznia, a zakończył 21 marca 1987 roku. Był to pierwszy sezon ligi EPBLL. Mistrzem sezonu została drużyna Baltimore Thunder.

## Wyniki sezonu
W – Wygrane, P – Przegrane, PRC – Liczba wygranych meczów w procentach, GZ – Gole zdobyte, GS – Gole stracone
| Kwalifikacja do playoffs |

| Drużyna            | W | P | PRC   | GZ | GS |
| ------------------ | - | - | ----- | -- | -- |
| New Jersey Saints  | 5 | 1 | 0.833 | 88 | 75 |
| Philadelphia Wings | 3 | 3 | 0.500 | 86 | 82 |
| Washington Wave    | 2 | 4 | 0.333 | 83 | 97 |
| Baltimore Thunder  | 2 | 4 | 0.333 | 78 | 82 |

### Playoffs
- Baltimore Thunder 14 – New Jersey Saints 9
- Washington Wave 20 – Philadelphia Wings 15

### Finał
- Baltimore Thunder 11 – Washington Wave 10

## Nagrody
| Nagroda              | Zwycięzca   | Drużyna           |
| -------------------- | ----------- | ----------------- |
| MVP meczu finałowego | Buzz Sheain | Baltimore Thunder |

### Najlepszy strzelec
- Michael French - Philadelphia Wings: 14